# Giải Patrick Dewaere
Giải Patrick Dewaere là một giải của điện ảnh Pháp dành cho các nam diễn viên đầy triển vọng trong khu vực nói tiếng Pháp, tương đương với giải Romy Schneider dành cho các nữ diễn viên đầy triển vọng.
Trước đó - từ năm 1981 tới năm 2006 - giải này mang tên giải Jean Gabin. Nhưng do sự bất hòa giữa tổ chức phụ trách giải với con gái của Jean Gabin, nên giải đó bị bãi bỏ và thay bằng giải này, đặt theo tên nam diễn viên nổi tiếng Patrick Dewaere với vai diễn trong phim Les Valseuses năm 1974.
Dưới đây là danh sách các người đoạt giải (từ năm 2008 tới nay):
- 2008: Jocelyn Quivrin
- 2009: Nicolas Duvauchelle